# IV Rada Narodowa Rzeczypospolitej Polskiej
IV Rada Narodowa Rzeczypospolitej Polskiej – powołana została w dniach 3, 23 i 28 listopada 1951 r.. Pierwsze posiedzenie Rady odbyło się 1 grudnia 1951 r. Skład Rady został uzupełniony w dniu 3 grudnia 1952 r. Kadencja Rady upłynęła w dniu 30 listopada 1953 r.

## Członkowie IV Rady Narodowej Rzeczypospolitej Polskiej
| Lp | Nazwisko                       | Uwagi                |
| -- | ------------------------------ | -------------------- |
| 1  | Emir El-Muemminin Bajraszewski |                      |
| 2  | Władysław Bałda                |                      |
| 3  | Tadeusz Baykowski              |                      |
| 4  | Jan Brandys                    |                      |
| 5  | Tadeusz Bugayski               |                      |
| 6  | Jan Dankowski                  |                      |
| 7  | Jadwiga Dobrucka               |                      |
| 8  | Bogumił Domański               |                      |
| 9  | Stefan Drążewski               |                      |
| 10 | Tadeusz Drzewicki              |                      |
| 11 | Zygmunt Dygat                  |                      |
| 12 | Władysław Fierle               |                      |
| 13 | Tytus Filipowicz               |                      |
| 14 | Józef Florczykowski            |                      |
| 15 | Stanisław Gierat               |                      |
| 16 | Mieczysław Grabiński           |                      |
| 17 | Michał Grażyński               |                      |
| 18 | Wacław Grzybowski              |                      |
| 19 | Hugon Hanke                    |                      |
| 20 | Jadwiga Hausnerowa             |                      |
| 21 | Klaudiusz Hrabyk               |                      |
| 22 | Antoni Władysław Jakubski      |                      |
| 23 | Marian Januszajtis-Żegota      |                      |
| 24 | Feliks Jaworski                |                      |
| 25 | Stanisław Karpiński            |                      |
| 26 | Jan Kazimierski                |                      |
| 27 | Edward Kleszczyński            |                      |
| 28 | Karol Korytowski               |                      |
| 29 | Wincenty Kostek-Halska         |                      |
| 30 | Jerzy Kuncewicz                |                      |
| 31 | Józef Laskowski                |                      |
| 32 | Stanisław Lis                  |                      |
| 33 | Stanisław Lubczyński-Swoboda   |                      |
| 34 | Józef Łukasik                  |                      |
| 35 | Stanisław Mackiewicz           |                      |
| 36 | Antoni Malatyński              |                      |
| 37 | Leon Marchwicki                |                      |
| 38 | Alfred Marski                  |                      |
| 39 | Stefan Mękarski                |                      |
| 40 | Bronisław Michalski            |                      |
| 41 | Stanisław Mikiciuk             |                      |
| 42 | Stanisław Misiakowski          |                      |
| 43 | Stanisław Dołęga-Modrzewski    |                      |
| 44 | Emilian Moszyński              |                      |
| 45 | Marian Murawski                |                      |
| 46 | Zygmunt Nowakowski             |                      |
| 47 | Kazimierz Okulicz              |                      |
| 48 | Józef Olechnowicz              |                      |
| 49 | Kazimierz Iranek-Osmecki       |                      |
| 50 | Jan Zaprawa-Ostromecki         |                      |
| 51 | Krystyn Ostrowski              |                      |
| 52 | Ryszard Piestrzyński           |                      |
| 53 | Zygmunt Podhorski              |                      |
| 54 | Bohdan Podoski                 |                      |
| 55 | Stanisław Pomianowski          |                      |
| 56 | Józef Maria Poniatowski        |                      |
| 57 | Adam Pragier                   |                      |
| 58 | Zygmunt Ratwiński              |                      |
| 59 | Edward Stefan Rayski           |                      |
| 60 | Tomasz Reginka                 |                      |
| 61 | Kazimierz Sawicki              |                      |
| 62 | Mateusz Siemaszko              |                      |
| 63 | Mateusz Siwik                  |                      |
| 64 | Zdzisław Stahl                 |                      |
| 65 | Józef Stankiewicz              |                      |
| 66 | Marian Strzelczyk              |                      |
| 67 | Nikodem Sulik                  |                      |
| 68 | Zygmunt Lechosław Szadkowski   |                      |
| 69 | Stanisław Szurlej              |                      |
| 70 | Wacław Szyszkowski             |                      |
| 71 | Stanisław Ścigalski            |                      |
| 72 | Wacław Śmieja                  |                      |
| 73 | Michał Tokarzewski-Karaszewicz |                      |
| 74 | Stefan Tyszkiewicz             |                      |
| 75 | Marian Wojciechowski           |                      |
| 76 | Leon Woronowicz                |                      |
| 77 | Julian Malinowski              | od 3 grudnia 1952 r. |